# Rabadash
Prins Rabadash is een personage uit Het paard en de jongen van De Kronieken van Narnia door C.S. Lewis.
Rabadash is de oudste zoon van de Tisrok, de koning van Calormen, en dus de troonopvolger. Zijn vader veronderstelt echter dat Rabadash hem niet gauw zal opvolgen als de Tisrok eeuwig leeft, zoals iedereen, en Rabadash dus ook, ongetwijfeld wenst.
Rabadash brengt, net als veel prinsen uit die wereld, een bezoek aan Narnia, omdat hij heeft gehoord van Susan en haar schoonheid. Deze raakt gecharmeerd van Rabadash, maar tijdens het tegenbezoek blijkt hij een wrede en meedogenloze tiran te zijn en Susan wil niet met hem trouwen. Maar Rabadash wil Susan dwingen om met hem te trouwen, want hij is tot over zijn oren verliefd op haar. Susan ontsnapt echter, met de Kristallijnen Pracht.
Als Rabadash merkt dat zijn bruid Susan hem is ontglipt, is hij woedend, en besluit onmiddellijk met een leger naar het noorden te gaan en Narnia de oorlog te verklaren. Gelukkig worden zijn plannen afgeluisterd door Aravis, en zij reist snel met Shasta en de twee paarden naar Archenland, om Narnia te waarschuwen voor de aanval. Het leger van Rabadash wordt voor de poorten van Anvard verslagen door een leger onder leiding van Edmund en Rabadash wordt zelf gevangengenomen.
Voor straf verandert Aslan Rabadash in een ezel en zegt dat hij alleen weer mens kan worden als hij op een feestdag naar de tempel van Tash gaat, omdat hij zich op Tash heeft beroepen. Als hij mens wil blijven, moet hij in het vervolg in de buurt van zijn eigen stad blijven. Als hij zijn vader is opgevolgd staat hij bekend als Rabadash de Vredestichter (Engels: Rabadash the Peacemaker), maar in latere geschiedenisboekjes is het Rabadash de Belachelijke (Rabadash the Ridiculous).